# Pavia Foot Ball Club 1934-1935
Questa voce raccoglie le informazioni riguardanti il Pavia Foot Ball Club nelle competizioni ufficiali della stagione 1934-1935.

## Stagione
Dalla stagione successiva c'è l'annunciato ritorno alla Serie B a girone unico. Nella stagione 1934-35 vi sarà quindi una sola promossa, che nel girone A sarà poi il Genoa 1893, e ben otto retrocesse. Tra queste anche il Pavia, alle prese con una grave crisi societaria, che dopo le prime 20 partite, cioè dopo 5 giornate del girone di ritorno, costringe la società al ritiro. I colori azzurri tradizionali verranno poi ristabiliti solo sette stagioni più tardi, nella stagione 1942-1943.
Nell'anno in cui l'Italia ha organizzato e vinto il secondo Campionato mondiale di calcio, viene annunciato il ritorno ad un girone nazionale unico della Serie B a partire dalla stagione 1935-1936, pertanto nei due gironi attuali di Serie B saranno promosse in Serie A le prime di ogni girone e ben otto retrocessioni per girone. In casa pavese riaffiora una grave crisi societaria. Si affida la squadra all'ex nazionale Giuseppe Ticozzelli, vengono acquistati dalla Juventus Mario Genta, Luciano Robotti e Enzo Rosa, dalla Cremonese arriva Libero Pollastri, Giuseppe Volta dal Casale, e a campionato iniziato Mario Maffioli e Paolo Perini due bresciani presi dal Napoli. Partono Manazza, Gorla, Biassoni, Bresadola, Citterio, e Quario ritorna all'Inter. Nel girone di andata il Pavia raccoglie tre pareggi e subisce dodici sconfitte,  dopo la brutta partenza una Commissione Tecnica prende il timone in luogo di Ticozzelli, all'inizio del ritorno vi è un sussulto con due vittorie consecutive contro Messina e Catania, ma poi arriva il 10 marzo la gara interna contro la Lucchese che fa precipitare la situazione, al minuto 71' sul punteggio di (1-3) un difensore toscano calcia il pallone in gradinata, uno spettatore prende la palla e fugge dallo stadium, viene rimesso in campo un nuovo pallone, ma l'arbitro Brunelli pretende il pallone che si stava usando, attende un paio di minuti e poi fischia la fine dell'incontro. Con il conseguente (0-2) a tavolino e la squalifica del campo, matura nella mente dei dirigenti pavesi il ritiro della squadra dal campionato. La domenica seguente il Pavia perde a Busto Arsizio (5-3) con la Pro Patria, ma ormai la decisione è presa, a dieci turni dal termine il Pavia annuncia il ritiro dal campionato e lo scioglimento della società. Agli effetti della classifica sono state considerate valide solo le partite del girone di andata. Per la seconda volta il Pavia è costretto ad ammainare i vessilli, come era già accaduto undici anni prima. Li rivedremo dalla stagione 1942-1943.

## Rosa
| N. |                   | Ruolo | Calciatore          |
| -- | ----------------- | ----- | ------------------- |
|    | Italia (bandiera) | D     | Ennio Bacchio       |
|    | Italia (bandiera) | C     | Ermanno Bertolotti  |
|    | Italia (bandiera) | D     | Cesare Blondet      |
|    | Italia (bandiera) | D     | Giovanni Bolzoni    |
|    | Italia (bandiera) | A     | Achille Buzzoni     |
|    | Italia (bandiera) | A     | Piero De Stefanis   |
|    | Italia (bandiera) | C     | Mario Genta         |
|    | Italia (bandiera) | A     | Mario Maffioli      |
|    | Italia (bandiera) | P     | Michele Pallavicini |
|    | Italia (bandiera) | A     | Piero Pampaloni     |

| N. |                   | Ruolo | Calciatore       |
| -- | ----------------- | ----- | ---------------- |
|    | Italia (bandiera) | A     | Paolo Perini     |
|    | Italia (bandiera) | D     | Libero Pollastri |
|    | Italia (bandiera) | C     | Edoardo Ratti    |
|    | Italia (bandiera) | C     | Luciano Robotti  |
|    | Italia (bandiera) | P     | Giovanni Roletto |
|    | Italia (bandiera) | A     | Enzo Rosa        |
|    | Italia (bandiera) | A     | Bruno Valesani   |
|    | Italia (bandiera) | C     | Armando Varini   |
|    | Italia (bandiera) | A     | Francesco Volpi  |
|    | Italia (bandiera) | C     | Giuseppe Volta   |

La FIGC sciolse la squadra a fine stagione.

## Risultati

### Girone di andata
| Arbitro: | Scotti (Taranto) |

|                                 |           |  |
| Gerbi 26’ Giovanni Villotti 76’ | Marcatori |  |

| Arbitro: | Sassi (Roma) |

|            |           |  |
| Bodini 65’ | Marcatori |  |

| Arbitro: | Bertoli (Vicenza) |

|          |           |                      |
| Rosa 19’ | Marcatori | 78’ (rig.) D'Alberto |

| Arbitro: | Mauri (Como) |

|           |           |  |
| Scher 56’ | Marcatori |  |

| Pavia 4 novembre 1934 5ª giornata | Pavia              | 0 – 0 | Pro Patria | Stadio Comunale\| Arbitro: \| Pecchiura (Torino) \| |
| Arbitro:                          | Pecchiura (Torino) |       |            |                                                     |

| Arbitro: | Marsciani (Modena) |

|                                   |           |  |
| Baccarini 63’, 71’ Gobbi 80’, 83’ | Marcatori |  |

| Arbitro: | Piccoli (Torino) |

|  |           |                       |
|  | Marcatori | 7’ Arneri 89’ Ferrari |

| Arbitro: | De Benedictis (Padova) |

|                |           |               |
| Colli 42’, 51’ | Marcatori | 65’ Pampaloni |

| Arbitro: | Marini (Verona) |

|                                     |           |                                                      |
| Pampaloni 35’ Buzzoni 48’ Volpi 74’ | Marcatori | 10’ Marchina 18’ Gerbini 55’ Scarabello 85’ Sabatini |

| Arbitro: | Gamba (Napoli) |

|                                                                |           |  |
| Guasconi 12’ Lemmetti 21’ Faccenda 53’ S. Giorgetti 57’ (rig.) | Marcatori |  |

| Pavia 6 gennaio 1935 11ª giornata | Pavia            | 0 – 0 | Pisa | Stadio Comunale\| Arbitro: \| Bertone (Milano) \| |
| Arbitro:                          | Bertone (Milano) |       |      |                                                   |

| Arbitro: | Zallone (Bari) |

|  |           |                    |
|  | Marcatori | 64’ Miot 86’ Boffi |

| Arbitro: | Salvagno (Trieste) |

|  |           |             |
|  | Marcatori | 33’ Cornara |

| Arbitro: | Casati (Como) |

|               |           |                                    |
| Pampaloni 71’ | Marcatori | 18’ Solbiati 32’ Annoni 66’ Albero |

| Arbitro: | Bonifazi (Roma) |

|                     |           |              |
| Piola 42’ Galli 85’ | Marcatori | 7’ Pampaloni |

### Girone di ritorno
| Arbitro: | Bertolio (Torino) |

|                            |           |  |
| Perini 2’, 73’ Robotti 27’ | Marcatori |  |

| Arbitro: | Bertoli (Vicenza) |

|             |           |  |
| Buzzoni 61’ | Marcatori |  |

| Arbitro: | Zelocchi (Modena) |

|               |           |  |
| Subinaghi 44’ | Marcatori |  |

| Arbitro: | Brunelli (Bologna) |

|             |           |                                   |
| Buzzoni 30’ | Marcatori | 20’ Perduca 46’ Scher 48’ Imberti |

| Arbitro: | Conticini (Firenze) |

|                                                            |           |                                    |
| Ceriani 7’ Bonsanto 10’, 41’ Azimonti 36’ Coppa 71’ (rig.) | Marcatori | 34’ Buzzoni 45’ Perini 57’ Robotti |

| 31 marzo 1935 21ª giornata | Pavia | – Partita non disputata per il ritiro del PAVIA dal campionato. | Genova 1893 |  |

| 7 aprile 1935 22ª giornata | Derthona | – Partita non disputata per il ritiro del PAVIA dal campionato. | Pavia |  |

| 14 aprile 1935 23ª giornata | Pavia | – Partita non disputata per il ritiro del PAVIA dal campionato. | GC Vigevanesi |  |

| 21 aprile 1935 24ª giornata | Spezia | – Partita non disputata per il ritiro del PAVIA dal campionato. | Pavia |  |

| 28 aprile 1935 25ª giornata | Pavia | – Partita non disputata per il ritiro del PAVIA dal campionato. | Vezio Parducci Viareggio |  |

| 5 maggio 1935 26ª giornata | Pisa | – Partita non disputata per il ritiro del PAVIA dal campionato. | Pavia |  |

| 12 maggio 1935 27ª giornata | Seregno | – Partita non disputata per il ritiro del PAVIA del campionato. | Pavia |  |

| 19 maggio 1935 28ª giornata | Casale | – Partita non disputata per il ritiro del PAVIA dal campionato. | Pavia |  |

| 26 maggio 1935 29ª giornata | Legnano | – Partita non disputata per il ritiro del PAVIA dal campionato. | Pavia |  |

| 2 giugno 1935 30ª giornata | Pavia | – Partita non disputata per il ritiro del PAVIA dal campionato. | Novara |  |